# Bogumił Pacak-Gamalski
Bogumił Pacak-Gamalski (ur. 5 marca 1958 w Toruniu) – publicysta, eseista, poeta, zajmuje się też teorią dzieła literackiego, wydawca. Od 1982 mieszkający w Kanadzie w Surrey.
Pierwsze publikacje w Polsce w latach 70. XX wieku (w tygodnikach: " Literatura", "Radar", "Perspektywy").
Od 1982 roku w Kanadzie. W latach 80. stały współpracownik polskich tygodników ogólnokanadyjskich "Czas", "Związkowiec" i "Głos Polski". Publikował wówczas m.in. cykl reportaży literackich pn. "Pogwarki" z podróży po świecie. Redaktor naczelny miesięcznika polonijnego w prowincji Alberta "Biuletyn Polonijny" w drugiej połowie lat 80. Współpracował też z kwartalnikiem społeczno-kulturalnym "Dialogi" wydawanym w Edmonton, Alberta. Częstym tematem jego publicystyki w latach 80. była kwestia postawy i charakteru nowej, solidarnościowej emigracji polskiej w Ameryce Północnej. Na łamach torontońskiego "Głosu Polskiego" zapoczątkował dyskusję tego tematu artykułem "Polonia: jaka jest, jaką być może". W inauguracyjnym, pierwszym wydaniu kwartalnika "Dialogi" podjął podobny temat w trójgłosie eseistycznym (obok prof. Ignacego Adel-Czlowiekowskiego i red. Edwarda Zymana) o kształcie współczesnej emigracji polskiej. W 2015 w Kanadzie ukazała się antologia poetycka "Wiatry", w której zamieszczono cykl jego wierszy Długie cienie drzew.
Od 1999 roku wydaje i jest naczelnym redaktorem rocznika twórczości polskiej "Strumień". Działacz społeczno-polityczny w środowiskach polskich:
- 1979-1981 – działacz NSZZ „Solidarność”, pierwszy Przewodniczący KZ Solidarności w Spółdzielni Mieszkaniowej "Mokotów" w Warszawie;
- 1982-1992 – działacz organizacji polonijnych w Albercie (Tow. Krzewienia Kultury Polskiej, Kongres Polonii Kanadyjskiej, Stow. Polsko-Kanadyjskie), członek Skarbu Narodowego Rządu Polskiego w Londynie
- od 1998 Stow. Artystów i Przyjaciół Sztuk "Pod skrzydłami Pegaza" w Vancouverze, Kolumbia Brytyjska.

Od 2005 roku publikuje sporadycznie w wydawnictwach polskich (mies. "Głos Pruszkowa", warszawski mies. muzyczny "Muzyka21".